# Liste der denkmalgeschützten Objekte in Ratten (Steiermark)
Die Liste der denkmalgeschützten Objekte in Ratten enthält die denkmalgeschützten, unbeweglichen Objekte der Gemeinde Ratten im steirischen Bezirk Weiz.

## Denkmäler
| Foto |                 | Denkmal                                                                             | Standort                                         | Beschreibung | Metadaten |
| ---- | --------------- | ----------------------------------------------------------------------------------- | ------------------------------------------------ | --- | --- |
| ja   | Datei hochladen | Pfarrhof und Wirtschaftsgebäude HERIS-ID: 51586 Objekt-ID: 57270                    | Kirchenviertel 1 Standort KG: Kirchenviertel     | | BDA-Hist.: Q38046148 Status: § 2a Stand der BDA-Liste: 2025-06-30 Name: Pfarrhof und Wirtschaftsgebäude GstNr.: .119/1                                                       |
| ja   | Datei hochladen | Pfarrheim HERIS-ID: 87189 Objekt-ID: 101578                                         | bei Kirchenviertel 1 Standort KG: Kirchenviertel | | BDA-Hist.: Q37718906 Status: § 2a Stand der BDA-Liste: 2025-06-30 Name: Pfarrheim GstNr.: .119/1                                                                             |
| ja   | Datei hochladen | Kath. Pfarrkirche hl. Nikolaus und Kirchhofanlage HERIS-ID: 87187 Objekt-ID: 101575 | Kirchenviertel 88 Standort KG: Kirchenviertel    | Die Pfarrkirche ist 1418 urkundlich erstmals erwähnt. Sie wurde 1708–15 von Remigius Horner neu errichtet; nur der alte Turm wurde beibehalten. Das zweijochige tonnengewölbte Langhaus ist nach Osten durch drei Konchen abgeschlossen; die Wände sind durch Pilaster gegliedert. Im Westen ist der im Kern gotische quadratische Turm vorgestellt. Die Ausstattung stammt aus dem späten 17. (Kanzel) sowie dem 18. Jahrhundert. – Das Portal zum Kirchhof ist mit einem Sprenggiebel versehen und trägt eine Figur des heiligen Nikolaus aus dem ersten Viertel des 18. Jahrhunderts. | BDA-Hist.: Q37718854 Status: § 2a Stand der BDA-Liste: 2025-06-30 Name: Kath. Pfarrkirche hl. Nikolaus und Kirchhofanlage GstNr.: .116, 683/9 Saint Nicholas Church (Ratten) |
| ja   | Datei hochladen | Rosenkranz-Kapelle HERIS-ID: 87188 Objekt-ID: 101577                                | Standort KG: Kirchenviertel                      | Die Rosenkranzkapelle steht neben der Kirche und ist mit 1664 bezeichnet. Der Altar im Knorpelwerkstil stammt aus derselben Zeit. Die Kapelle wurde 1966 restauriert. Sie enthält ein Bild des hl. Nikolaus und eine Freskodarstellung Mariens Himmelfahrt. | BDA-Hist.: Q37718882 Status: § 2a Stand der BDA-Liste: 2025-06-30 Name: Rosenkranz-Kapelle GstNr.: .118/1                                                                    |